# Dot Records
Dot Records fue un sello discográfico estadounidense fundado por Randy Wood y Gene Nobles que estuvo activo entre 1950 y 1978. La sede original de Dot Records estaba en Gallatin (Tennessee). En sus primeros años, Dot se especializó en artistas de Tennessee. Luego se expandió para incluir músicos de todo Estados Unidos. Grabó música country, rhythm and blues, polkas, valses, góspel, rockabilly, pop y rock and roll.
Después de trasladar su sede Hollywood en 1956, Dot Records compró muchas grabaciones de pequeños sellos locales independientes y las emitió a nivel nacional. En 1957, Wood vendió el sello a Paramount Pictures, pero permaneció a cargo hasta 1967, año en que se unió a Lawrence Welk en la formación de Ranwood Records .
En 1968, el sello fue adquirido como parte de la compra de Paramount por Gulf+Western, que hizo la transición a la grabación exclusivamente de música country y lo colocó bajo la dirección de Famous Music en 1971. Gulf+Western vendió sus sellos a ABC en 1974. Dot pasó a llamarse ABC-Dot Records antes de cerrar en 1978.
El sello se reactivó en 2014 a través de una empresa conjunta entre Big Machine Label Group y la unidad Republic Records de Universal Music Group (propietaria del catálogo original de Dot Records). Con sede en Nashville (Tennessee), el sello cerró en 2017.

## Historia

### Primeros años
El sello fue fundado por Randy Wood, un veterano del ejército durante la Segunda Guerra Mundial, que se instaló en Gallatin (Tennessee). Allí abrió una tienda de electrodomésticos llamada Randy's y comenzó a comercializar discos en 1947. Wood inicialmente vendió discos en los géneros clásico y popular, pero descubrió que sus clientes pedían discos de artistas de rhythm and blues como Joe Liggins, Roosevelt Sykes y Cecil Gant, debido a que eran artistas muy reproducidos en la emisora de radio local WLAC, afiliada de CBS Radio.
Tras descubrir que sus grabaciones solo estaban disponibles en cantidades limitadas, Wood organizó un negocio de pedidos por correo que anunciaban Hoss Allen y Gene Nobles, los locutores en la propia emisora de radio. Para 1950, sus ventas de discos habían superado con creces las de los electrodomésticos y cambió el nombre de su tienda a Randy's Record Shop. Como extensión, formó un sello llamado Randy's.
Wood compró la emisora de radio local WHIN, y él y Nobles formaron Dot, un sello de mayor distribución, cuya primera sede estaba en el edificio de la emisora. Dado que WHIN se transmitía solo durante el día, las sesiones de grabación se realizaron durante la noche cuando el estudio estaba fuera del aire.
Uno de los primeros artistas que grabó fue el joven Johnny Maddox, que empaquetaba discos para él en su tienda, y cuyo estilo de piano honky tonk adornaba Dot Records durante casi veinte años. La lista de artistas de R&B de Wood incluía a Ivory Joe Hunter, Joe Liggins, The Four Dots, The Big Three Trio, Brownie McGhee, Shorty Long, The Counts y Griffin Brothers, quienes tuvieron un éxito de R&B entre los 10 primeros con "Darling Dear" en 1954. Sus artistas de country incluyeron a Mac Wiseman, quien tuvo éxitos con "The Ballad of Davy Crockett" y "Jimmy Brown the Newsboy" y Jimmy "C". Newman, quien obtuvo muchos éxitos en el sello antes de irse a MGM Records en 1958. Wood también grabó artistas de góspel como Fairfield 4, Gateway Quartet, Golden Voice Trio, Rosa Shaw, Joe Warren, Singing Stars y Brewsteraires.
El primer gran artista pop de Dot fue The Hilltoppers, cuyos éxitos incluyeron " PS I Love You " y " Trying ". Cuando el cantante principal Billy Vaughn alcanzó el número 2 con una reposición de " Melody of Love " de Wayne King, dejó el grupo para convertirse en el principal director musical del sello.
Wood, al ver la demanda de grabaciones de rhythm and blues entre el público blanco, en 1955 contrató a varios vocalistas para que hicieran versiones pop de melodías populares en el género. El artista más notable que desempeñó esa función para Dot fue Pat Boone, quien vendió más que las grabaciones originales de "Two Hearts" de Charms, "Ain't It a Shame" de Fats Domino, "Gee Whittakers" de Five Keys, " Tutti Frutti " y " Long Tall Sally " de Little Richard, " At My Front Door " de El Dorados y " I Almost Lost My Mind " de Ivory Joe Hunter. 
Otros artistas notables que hicieron versiones de R&B para Dot incluyeron The Fontane Sisters (que hicieron versiones de "Hearts of Stone" de Jewels, "Eddie My Love" de Teen Queens, "Adorable" de Drifters, "Rollin' Stone" de Marigolds, y "Please Don't Leave Me" de Fats Domino), Snooky Lanson (con versiones de "Why Don't You Write Me" de Jacks y "It's Almost Tomorrow" de Dream Weavers), y la actriz Gale Storm (con versiones de " Why Do Fools Fall in Love " de Frankie Lymon y " I Hear You Knocking " de Smiley Lewis.
En 1956, Dot también hizo una notable contribución al género Easy Listening al publicar una grabación de música popular arreglada por John Serry ( <i id="mwdw">Squeeze Play</i>, DLP-3024, 1956).

### Paramount
A fines de 1956, Wood contrató a la estrella de Warner Bros. Tab Hunter quien publicó con el sello el sencillo "Young Love". El disco encabezó las listas en 1957 y frustró al jefe de Warner Bros., Jack L. Warner, quien tomó represalias formando la compañía discográfica Warner Bros. Records para colocar a Hunter en el sello como su primer artista.
En 1957, Wood vendió el sello a Paramount Pictures, pero siguió siendo presidente durante otra década. La sede se trasladó a Hollywood, donde el sello comenzó a lanzar álbumes de bandas sonoras, incluida la partitura de Elmer Bernstein para The Ten Commandments (1956).
Los remakes eran comunes en Dot en la década de 1960, y el sello tenía artistas como Tony Martin, Jo Stafford, Vaughn Monroe, Gene Austin, Jimmie Rodgers, Andrews Sisters, Debbie Reynolds y Eddie Fisher regrabando sus viejos éxitos.
Durante los últimos años de la década de 1950 y toda la década de 1960, Wood volvería a ingresar al mercado del rock and roll al otorgar licencias de material a productores independientes. La mayoría de sus adquisiciones se registraron y se convirtieron en grandes éxitos, incluidos los arrendamientos de "The Fool" de Sanford Clark del productor Lee Hazlewood, "Dark Moon" de Bonnie Guitar de Fabor Records, " Come Go with Me " de Del-Vikings de Fee-Bee Records., "Henrietta" de Jimmie Dee and the Offbeats de TNT Records de Bob Tanner, "Susie Darlin" de Robin Luke de Bertram International Records, " Does Your Chewing Gum Lose Its Flavor (On the Bedpost Overnight?) " de Lonnie Donegan de Pye Records, " Pipeline " de los Chantays de Downey Records, " Wipe Out " de los Surfaris del sello Princess, y "Sugar Shack" de los Fireballs del productor Norman Petty . El éxito del sello en las listas de éxitos se vería afectado negativamente por el éxito de The Beatles y la subsiguiente invasión británica, y hubo momentos, entre 1964 y 1967, en los que no pudo colocar una canción en el Billboard Hot 100 o en el Bubbling Under Hot 100.
Pat Boone tuvo más éxito en la década de 1960, registrando un número 1 en 1961 con "Moody River", y regresando de nuevo a las listas de éxitos en 1962 con "Speedy Gonzales". Fue uno de los mayores vendedores de álbumes del sello durante la década de 1960, junto con Billy Vaughn y Lawrence Welk.Johnny Maddox, el banjista Eddie Peabody, Steve Allen, Louis Prima, Keely Smith, los Mills Brothers y los organistas Eddie Baxter y George Wright también hicieron muchos álbumes para Dot. El sello era conocido por su lealtad a los artistas y muchos de ellos permanecieron con Dot durante más de una década, en parte porque Wood tenía fama de imparcial. Su sello no se vio afectado por ninguno de los escándalos de la industria discográfica de la década de 1950 y Wood dijo en una audiencia del Congreso de 1959 sobre payola que sus libros estaban abiertos.
Hamilton Records, una subsidiaria, fue fundada en 1958 para el rockabilly y el rhythm & blues. Distribuía Steed Records y los dos únicos discos de Carnival Records, propiedad de Herb Alpert y Jerry Moss. Se crearon otros dos sellos subsidiarios: Crystalette Records y Acta Records. En 1967, Dot recogió la distribución de DynoVoice, propiedad de Bob Crewe, de Bell Records . Más tarde, en 1967, Randy Wood dejó Dot para fundar Ranwood Records con Welk.

### Sello de música country
Dos años después de que Gulf and Western comprara Paramount en 1968, Dot fue relanzado como sello de música country. Los artistas country del sello incluyeron a Freddy Fender, Roy Clark, Barbara Mandrell, Billy "Crash" Craddock, Narvel Felts, Oak Ridge Boys, Don Williams, Tommy Overstreet, John Wesley Ryles, Johnny Carver, Donna Fargo, Red Steagall, Ray Price ., Joe Stampley, Buck Trent, Sue Richards, Eddy Raven, Diana Trask, Ray Griff, Ray Pillow, Doug Sahm (antes de Sir Douglas Quintet ), Joe Barry y Freddy Weller (antes de Paul Revere & the Raiders ). Durante la transición, el catálogo pop back de Dot se eliminó y se transfirió al sello Paramount recién fundado.
En 1971, Gulf and Western colocó a Dot bajo el paraguas de Famous Music Group, que incluía Paramount Records, Stax (hasta 1970) y Blue Thumb, con la distribución de Sire (ahora propiedad de Warner Music Group ) y Neighborhood, originalmente propiedad de Melanie Safka. En 1968, Lawrence Welk había adquirido su parte del catálogo anterior de Dot y, posteriormente, reeditó el material en su propio sello Ranwood.
Con el resto de Famous Music Group, en 1974, ABC compró Dot y lo renombró como ABC/Dot Records, un nombre que conservó hasta su cierre a principios de 1978. La sede de ABC/Dot se convirtió en la oficina de Nashville de ABC Records.
ABC Records luego se vendió a MCA Records en 1979. La división de Nashville de MCA revivió brevemente el sello Dot en 1985–86 para una serie de álbumes únicos de artistas de música country como Jan Howard, Jeanne Pruett, Jim Ed Brown and the Browns, Carl Perkins, Billie Jo Spears, Porter Waggoner y Tompall Glaser .
La fusión de las familias MCA Records y PolyGram Records se convirtió en la base de Universal Music Group en 1999. El catálogo de música pop de Dot pasó a estar gestionado por Geffen Records de Universal Music. El catálogo posterior de música country es administrado por la antigua unidad Decca and Coral, que fue rebautizada como MCA Nashville .
Randy Wood murió a los 94 años en su casa de La Jolla, California, el 9 de abril de 2011, por complicaciones después de una caída.
Big Machine Records revivió el nombre de Dot Records para un nuevo sello en marzo de 2014. Los primeros firmantes del sello incluyeron a Maddie & Tae, Drake White y Steven Tyler. Big Machine dejó de utilizar Dot en 2017.